# تاریخچه پی سی آر در ایران
واکنش زنجیره ای پلیمراز (Polymerase Chain Reaction) که به اختصار پی سی آر (PCR) نامیده می شود، یک روش انبوه سازی مقادیر جزیی DNA(یاRNA)یا به عبارت دیگر یک روش مولکولی است که اولین بار در سال1983 میلادی (1362 شمسی) توسط کاری مولیس (Kary Mullis) ابداع شد. این تکنیک در تشخیص بیماری های عفونی، پزشکی قانونی، ناهنجاری های ژنتیکی، کارهای اپیدمیولوژیکی و غیره مورد استفاده قرار می گیرد. در ایران به کار گیری این روش برای اولین بار توسط عبدالناصر رفیع و از آسایشگاه بابا باغی تبریز و در سال 1370 شمسی شروع شد. که در آغاز نمونه های بیماران درمان شده از جذام با همکاری نامبرده به بخش باکتریولوژی دانشکده پزشکی UCL دانشگاه لندن به سرپرستی جان استنفورد منتقل شده و پس از استخراج DNA از آن ها، PCR روی آن ها صورت گرفت که مقاله آن در سال 1995 میلادی در شماره 1 جلد 63 International Journal of Leprosy به چاپ رسید. سپس به مرور و پس از ایجاد بسترهای لازم، اولین آزمایشگاه پی سی آر توسط مشارٌ‌الیه در مرکز تحقیقات سل دانشگاه علوم پزشکی تبریز در سال 1379 شمسی رسماً تجهیز و راه اندازی گردیده و مورد استفاده قرار گرفت. 